# Heinrich Schneider (NS-Funktionär)
Heinrich Schneider (* 3. Dezember 1894 in Kassel; † 13. August 1964 in Hamburg) war von Beruf Lehrer und vom September 1944 bis April 1945 Kreisleiter in Uelzen und Gauschulungsleiter der NSDAP im Gau Ost-Hannover.

## Biographie
Schneider lernte im Lehrerseminar für Volksschullehrer und unterrichtete ab 1921 in Neuenlande, Verden und Lüneburg.
Schneider hat zum Ende des Zweiten Weltkrieges als Kreisleiter die kampflose Übergabe der Stadt Uelzen verhindert und auf das Kapitulationsangebot der britischen Armee erwidert: „Uelzen wird verteidigt bis auf den letzten Mann!“ In Uelzen standen zu der Zeit Einheiten der Panzerdivision Clausewitz, der Panzer-Division Feldherrnhalle 1 und eine Einheit der Waffen-SS. Auf Seite der am 13. April vorrückenden Alliierten kämpfte die 15. Schottische Infanterie-Division mit ihrer 227. Brigade und der Highland Light Infantry. Es brachen schwere Kämpfe aus. Durch Beschuss mit Geschützen und Luftangriffe wurde die Innenstadt großenteils zerstört. Die Einwohner waren zuvor in die umliegenden Wälder geflüchtet. Noch am 17. April ließ Schneider nach einer Denunziation durch einen Uelzener Bürger einen Hauptmann Marquardt hinrichten, der Verteidigungs-Einheiten am Königsberg befehligte und zur Berichterstattung zum Clubhaus, dem Sitz der NSDAP-Kreisleitung, gekommen war. Schneider befehligte ein Standgericht und ließ Marquardt von den Soldaten seiner eigenen Kompanie erschießen. Bevor die britische Armee am 18. April 1945 die Stadt eroberte, floh Schneider verkleidet in Uniform eines Volkssturmmannes nach Lüneburg in seine Wohnung in der Uelzener Straße.
Dort wurde er am 6. Mai 1945 verhaftet und anschließend in das Internierungslager Fallingbostel gebracht. Am 15. April 1945 wurde Anklage wegen Mordes an Marquardt erhoben. Am 13. Juli 1948 wurde Schneider von der 2. Spruchkammer im Clubhaus wegen des Mordes an Hauptmann Marquardt zu einer Gefängnisstrafe von drei Jahren und drei Monaten verurteilt, die auf die Haftzeit im Lager angerechnet wurde.
Schneider wurde nach dem Zweiten Weltkrieg nicht wieder als Lehrer eingesetzt. Er war verheiratet und nach dem Krieg als Gelegenheitsarbeiter tätig.